# Papoea-Nieuw-Guinea
Papoea-Nieuw-Guinea, officieel de Onafhankelijke Staat Papoea-Nieuw-Guinea (Tok Pisin: Independen Stet bilong Papua Niugini, Engels: Independent State of Papua New Guinea, Hiri Motu: Papua Niu Gini), is een land in Oceanië dat het oostelijk deel van het eiland Nieuw-Guinea beslaat. Het grenst aan Indonesië en ligt ten noorden van Australië. De hoofdstad is Port Moresby. In het land worden 823 Papoeatalen gesproken en daarnaast nog veel Austronesische talen. Het eiland Nieuw-Guinea kent een voor de wereld unieke flora en fauna.

## Geschiedenis
In de 16e eeuw verkenden Spaanse en Portugese ontdekkingsreizigers het oostelijk deel van het eiland Nieuw-Guinea. Het eiland trok daarna vooral de belangstelling van Nederlanders. Na de komst van Duitsers en Britten werden grenzen vastgesteld die het eiland verdeelden. In 1884 kwam de noordelijke helft van het oostelijke deel onder de naam Keizer Wilhelmsland in Duitse handen en de zuidelijke helft onder Brits bestuur. In 1906 werd Brits Nieuw-Guinea overgedragen aan Australië, door dat land hernoemd tot Territorium Papoea. Tijdens de Eerste Wereldoorlog werd Keizer Wilhelmsland door Australië bezet. In 1914 en na de Eerste Wereldoorlog kreeg Australië van de Volkenbond het mandaat over Keizer Wilhelmsland en de bijbehorende eilanden op het zuidelijk halfrond. Vanaf toen werd dit deel als territorium Nieuw-Guinea een door Australië bestuurd mandaatgebied. In 1949 werden beide gebieden verenigd onder de naam Territorium Papoea en Nieuw-Guinea. In 1975 werd dit deel van Nieuw-Guinea onafhankelijk onder de naam Papoea-Nieuw-Guinea, naar zijn landcode vaak afgekort tot PNG.

## Geografie
Papoea-Nieuw-Guinea is overwegend bergachtig. Het grootste deel van het land is bedekt met regenwouden. Het land kent een  tropisch regenwoudklimaat volgens de klimaatclassificatie van Köppen (Köppen Af). Er zijn enkele kleine vlaktes langs de kust. Papoea-Nieuw-Guinea is een van de weinige landen die dicht bij de evenaar zijn gelegen waar geregeld sneeuw valt, vooral op de bergtoppen. Het land wordt doorsneden door de rivier de Sepik. 
Papoea-Nieuw-Guinea bevindt zich in de zogenaamde Ring van Vuur, in de Stille Oceaan, waardoor er tamelijk vaak aardbevingen en tsunami's voorkomen alsook  vulkaanuitbarstingen plaatsvinden. Het land ligt langs een tektonische breuklijn. De Australische Plaat schuift er met enkele centimeters per jaar onder de Euraziatische Plaat.
Het grootste gedeelte van het land, inclusief de hoofdstad Port Moresby, ligt op het eiland Nieuw-Guinea. Verder zijn er nog enkele eilanden, waarvan Nieuw-Ierland, Nieuw-Brittannië en Bougainville de belangrijkste zijn.
Geografische kenmerken:
- oppervlakte: 462.840 km², waarvan 9980 km² water.
- lengte landgrenzen: 820 km (met Indonesië).
- kustlijn: 5152 km.
- hoogste punt: Mount Wilhelm 4509 m.
- laagste punt: Grote Oceaan 0 m.
- delfstoffen: aardolie en aardgas, koper, goud, zilver.
- klimaat: tropisch, slechts kleine temperatuursverschillen tussen de seizoenen, dat twee moessonseizoenen zijn.
- landgebruik: 92,9% bossen, 1% landbouw (cijfers: 1993).
- BNP per inw.: $ 2200.
- munteenheid: kina (ISO 4217 code PGK).

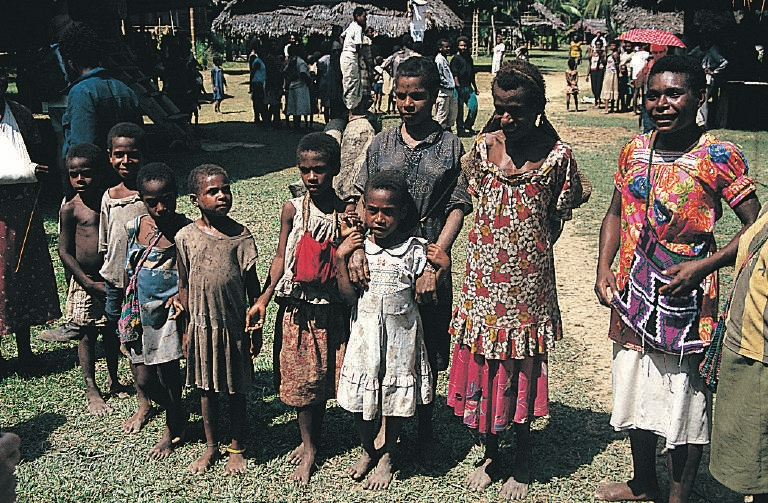
Dorpsbewoners in Papoea-Nieuw-Guinea

## Bestuurlijke indeling
Papoea-Nieuw-Guinea bestaat uit twintig provincies, een autonome provincie (Bougainville) en het hoofdstedelijk district (National Capital District).

## Bevolking

### Demografie
In 2020 telde Papoea-Nieuw-Guinea 7.259.456 (2020)inwoners, met een alfabetisering van 64,2% en een levensverwachting van 67,8 jaar.

### Etnische groepen en talen
De bevolking bestaat vooral uit Papoea's en Melanesiërs. De belangrijke talen zijn het Hiri Motu, het Tok Pisin en het Engels.

### Cultuur
De cultuur in Papoea-Nieuw-Guinea is erg divers en veelzijdig. Geschat wordt dat er ongeveer duizend verschillende etnische groepen zijn. Iedere groep heeft zijn eigen stijl en klederdracht. Een belangrijk bevorderaar van deze variëteit is hoogleraar en kunstenaar Michael Mel. 
Bekende musici uit Papoea-Nieuw-Guinea zijn George Telek en O-Shen.
Sport neemt een belangrijke plaats in. Papoea-Nieuw-Guinea is erg sterk in Australisch voetbal en rugby. Spelers van dit land spelen dan ook in verschillende buitenlandse competities.

### Religie

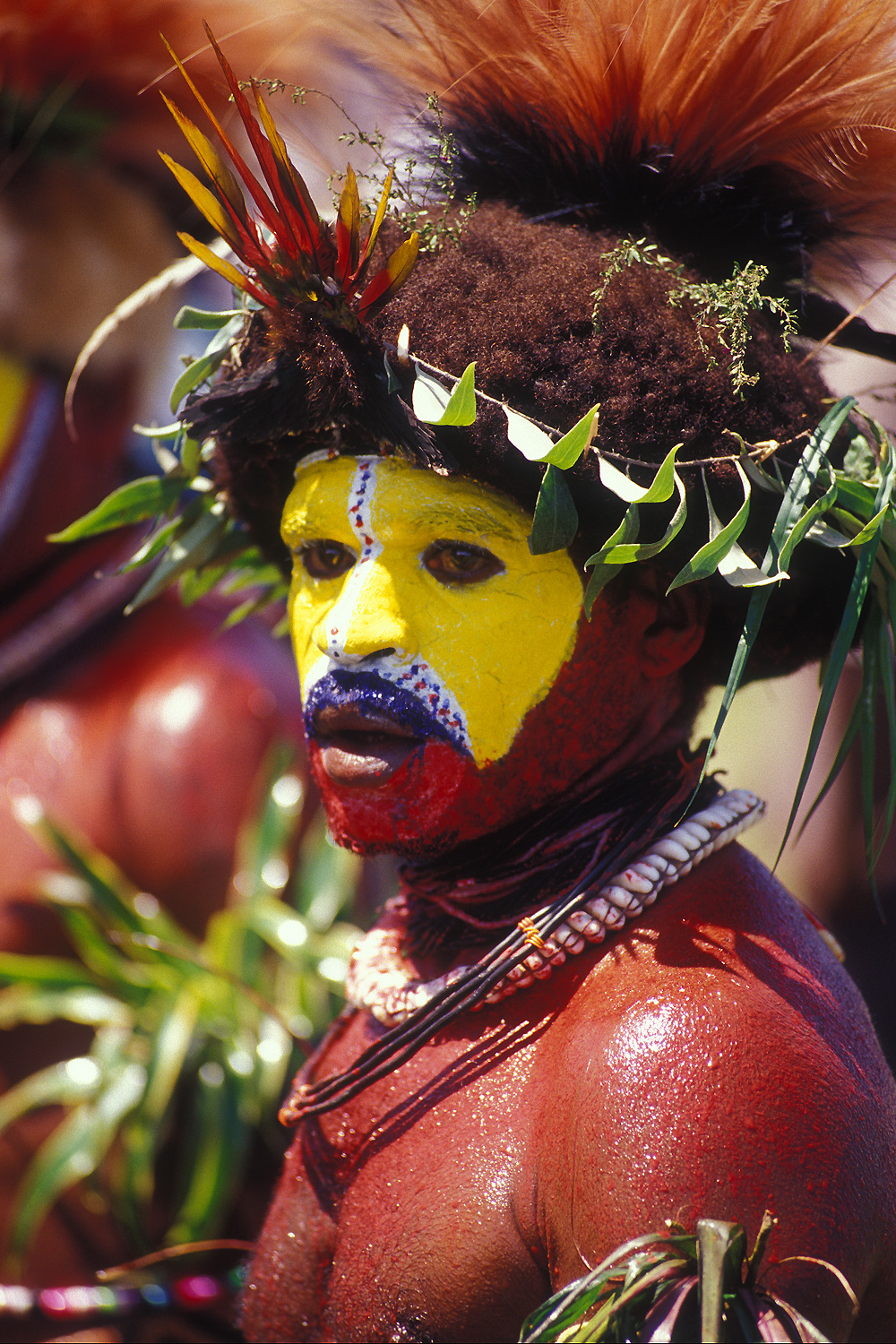
Een man van de Huli-stam (Tari Hooglanden)

In Papoea-Nieuw-Guinea geldt godsdienstvrijheid. Volgens de volkstelling van 2000 bleek dat 96% van de bevolking tot het christendom is bekeerd. Veel mensen houden daarbij vast aan traditionele religieuze elementen. In ongeveer 300 talen van de 823 Papoeatalen die in het land worden gesproken is nog geen enkel gedeelte uit de Bijbel vertaald. De Rooms-Katholieke Kerk vertegenwoordigt de grootste groep van de bevolking (27%). De lutheranen omvatten 19,5%. Van de bevolking is 11,5% lid van de United Church in Papua New Guinea in de traditie van methodisten en gereformeerden. Aanvankelijk was de benaming ervan United Church in Papua New Guinea and Solomon Islands. Deze was in 1968 geformeerd door bijeenbrenegn van inspanningen door de London Missionary Society (die exclusief in Papua opereerde), de berekkelijk marginale Presbyteriaanse Kerk (grotendeels beperkt tot Port Moresby) en de Methodist mission (die voornamelijk werkte in Nieuw Guinea en nabij gelegen eilanden, waaronder die ten oosten van Papoea). Sinds 1996 is er de United Church in Papua New Guinea en een afzonderlijke United Church in Solomon Islands. De overige christenen maken deel uit van navolgende denominaties: 10% is adventist, 8,6% is lid van de Pinksterbeweging, 5,2% behoort tot de evangelische alliantie, 3,2% is anglicaans, 2% is baptist en 8,9% behoort tot een andere protestantse groepering.
De grootste niet-christelijke godsdienst is het Bahá'í (3,3%). Verder zijn er de traditionele godsdiensten, meest animistische religies. Er zijn veel missionarissen actief, onder wie moslims en confucianisten.

## Staatsinrichting
Papoea-Nieuw-Guinea is een constitutioneel koninkrijk (een Commonwealth realm) en een parlementaire democratie. Het staatshoofd is koning Charles III, vertegenwoordigd door gouverneur-generaal Bob Dadae. Sinds mei 2019 is James Marape regeringsleider. Het parlement van Papoea-Nieuw-Guinea kent een eenkamerstelsel met 118 zetels en een zittingstermijn van vijf jaar. In augustus 2022 werd bericht dat Papoea-Nieuw-Guinea in de persoon van Joe Kuli zijn nieuwe minister  wordt voor koffieproductie en -handel en ook een minister voor palmolie. Zover bekend is de eilandengroep het eerste land ter wereld met een eigen minister voor deze zaken.

## Economie
Papoea-Nieuw-Guinea is rijk aan natuurlijke grondstoffen, zoals ertsen, aardolie, vloeibaar aardgas (LNG), vis en tropisch hardhout. De exploitatie van deze producten, veelal door buitenlandse bedrijven, zorgt voor 72% van de inkomsten van het land. De exploitatie wordt bemoeilijkt door het bergachtig reliëf, de hoge kosten voor de bouw van infrastructuur en de onzekerheid over de stabiliteit van het bestuur. Koper- en goudmijnen zijn er in Progera, Ok Tedi, Misima en Lihir. De economie van Papoea-Nieuw-Guinea is erg afhankelijk van de import uit het buitenland. Er vindt weinig export plaats van in het land industrieel vervaardigde producten. Een mogelijke industriële ontwikkeling wordt gefnuikt door hoge transportkosten, hoge lonen en de beperkte nationale markt.

### Gas
De gasvoorraad die geschat wordt op 640 km³, wordt sinds 2001 ontgonnen door een bedrijf onder leiding van Chevron, dat het via een gaspijplijn uitvoert naar Queensland in Australië. In 2010 werd een start gemaakt met de bouw van een LNG-terminal. Na een investering van $19 miljard werd in mei 2014 de eerste lading vloeibaar aardgas van de PNG LNG-terminal verscheept. Het aardgas wordt in het binnenland gewonnen en door een 300 kilometer lange pijplijn vervoerd naar de kust. Hier wordt het vloeibaar gemaakt en naar gastankers verpompt die het verder vervoeren naar klanten in het Verre Oosten. Er is voldoende gas gevonden om de terminal 30 jaar te gebruiken. ExxonMobil, met een belang van 33% in het project, is bezig met plannen om de capaciteit van 6,9 miljoen op jaarbasis verder te verhogen.

### Landbouw
Papoea-Nieuw-Guinea voert verder ook vis en tropisch hardhout uit, alsmede gewassen als onder andere koffie, cacao, kopra, thee, rubber en palmsuiker. Het merendeel van de bevolking (85%) leeft van de landbouw. Hoewel 40% van het land uit exploiteerbare houtsoorten bestaat, is de houtexport nog niet ontwikkeld, deels door de lage prijs op de wereldmarkt. De uitvoer van vis beperkt zich tot garnalen. Licenties om op tonijn te vissen in de territoriale wateren worden verkocht aan visbedrijven uit andere landen.

### Steun
De economie van Papoea-Nieuw-Guinea is sterk afhankelijk van financiële bijdragen door onder meer Australië, de grootste donateur. Verder ontvangt het land financiële steun van Japan, de EU, China, de Verenigde Staten en organisaties als de Wereldbank en het IMF. In 1997 vernielden door El Niño veroorzaakte stormen koffie-, cacao- en ananasplantages.
Op vrijdag 17 juli 1998 om 18:49 uur plaatselijke tijd vond er enkele tientallen kilometers buiten de kust van Papoea-Nieuw-Guinea een krachtige onderzeese aardbeving plaats. Hierdoor ontstond een tien meter hoge vloedgolf die de kust van het nabij gelegen land overspoelde. Deze tsunami eiste ruim 2200 slachtoffers en 500 vermisten (volgens opgave van de NEIC). Indien een grote natuurramp het land ontwricht komen er al snel internationale hulpacties op gang, onder andere vanuit Nederland, waarbij regelmatig giro 555 wordt ingezet. Vanwege de schaarse communicatiemiddelen, het moeilijke terrein en het gebrek aan wegen duurt het in Papoea-Nieuw-Guinea soms dagen voordat de omvang van de impact van een natuurramp duidelijk is.

### Armoede
Volgens het Ontwikkelingsprogramma van de Verenigde Naties leeft in Papoea-Nieuw-Guinea 37,5% van de bevolking onder de armoedegrens.
Antigua en Barbuda ·
Australië ·
Bahama's ·
Bangladesh ·
Barbados ·
Belize ·
Botswana ·
Brunei ·
Canada ·
Cyprus · 
Dominica ·
Fiji ·
Ghana ·
Grenada ·
Guyana ·
India ·
Jamaica ·
Kameroen ·
Kenia ·
Kiribati ·
Lesotho ·
Malawi ·
Maleisië ·
Malta ·
Mauritius ·
Mozambique ·
Namibië ·
Nauru ·
Nieuw-Zeeland ·
Nigeria ·
Oeganda ·
Pakistan ·
Papoea-Nieuw-Guinea ·
Rwanda ·
Saint Kitts en Nevis ·
Saint Lucia ·
Saint Vincent en de Grenadines ·
Salomonseilanden ·
Samoa ·
Seychellen ·
Sierra Leone ·
Singapore ·
Sri Lanka ·
Swaziland ·
Tanzania ·
Tonga ·
Trinidad en Tobago ·
Tuvalu ·
Vanuatu ·
Verenigd Koninkrijk ·
Zambia ·
Zuid-Afrika